# Davallia pusilloides
Davallia pusilloides là một loài dương xỉ trong họ Davalliaceae. Loài này được Parris mô tả khoa học đầu tiên năm 2018.